# Limenitis laubenheimeri
Limenitis laubenheimeri är en fjärilsart som beskrevs av Hagen 1898. Limenitis laubenheimeri ingår i släktet Limenitis och familjen praktfjärilar. Inga underarter finns listade i Catalogue of Life.